# Analuz Carol
Analuz Ailén Carol (Bahía Blanca, 30 de maio de 1984) é uma engenheira pesqueira e política argentina. Foi deputada nacional na Câmara de Deputados, entre 2015 e 2019, pela Terra do Fogo. Atualmente, é secretária de Ciência e Tecnologia de Terra do Fogo, na administração do governador Gustavo Melella.

## Vida pessoal e formação acadêmica
Analuz Ailén Carol nasceu em 30 de maio de 1984, em Bahía Blanca, na província de Buenos Aires. Quando tinha dois anos, sua família se mudou para Terra do Fogo. Estudou engenharia pesqueira na Faculdade Río Grande da Universidade Tecnológica Nacional (UTN), sendo a primeira mulher a se formar neste curso da UTN.
Se casou com sua companheira, Ana Paula Cejas — então vereadora em Tolhuin, também do partido Frente para a Vitória (FPV) — em 21 de julho de 2016 — o sexto aniversário da legalização do casamento entre pessoas do mesmo sexo na Argentina. Foi a primeira deputada, segunda congressista e primeira congressista mulher a se casar sob a lei do Casamento Igualitário, de 2010, depois do senador Osvaldo López, também da Terra do Fogo.

## Carreira política

### Anos inciais
O ativismo político começou com La Cámpora.

### Câmara de Deputados

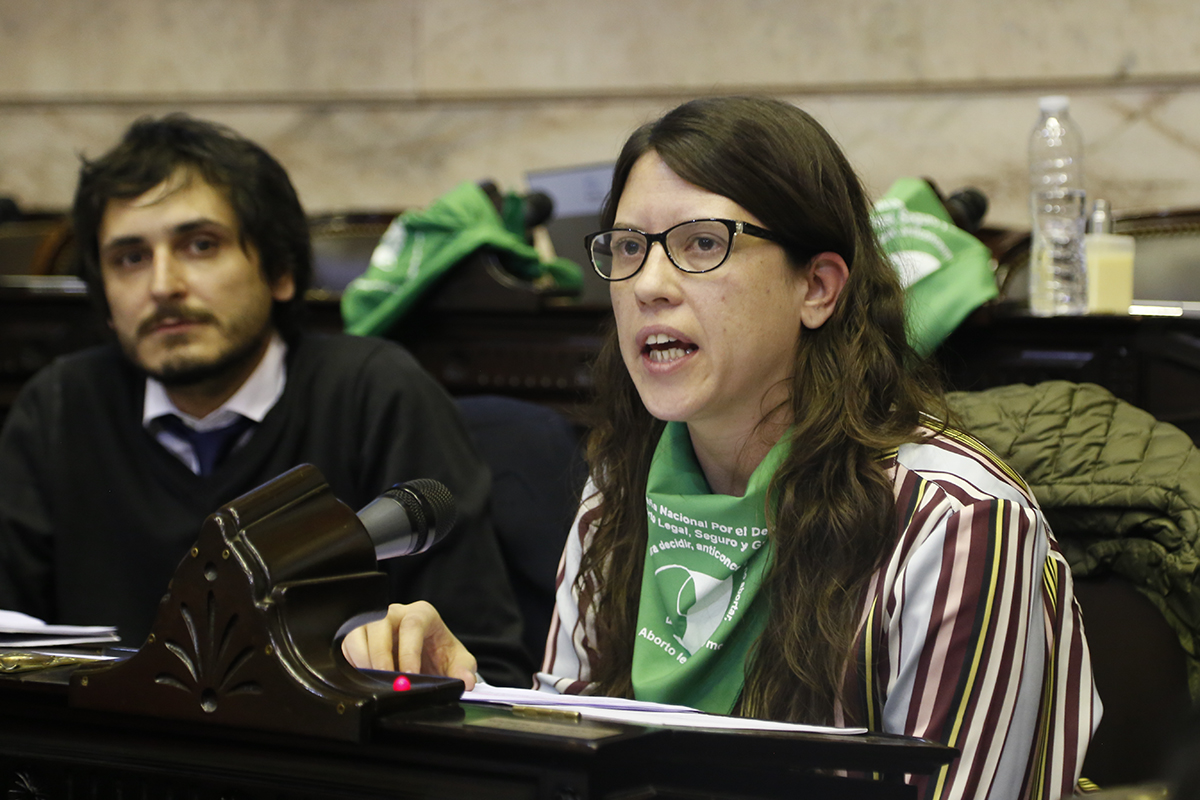
Durante sessão da Câmara dos Deputados pela descriminalização do aborto, em junho de 2018.

Foi a segunda candidata na lista do partido Frente para a Vitória (FPV) à Câmara de Deputados da Nação Argentina, sob Matías Rodríguez. A lista recebeu 42,01 por cento dos votos e ela foi eleita. Foi empossada em 4 de dezembro de 2015.
Como deputada, votou a favor do projeto de lei de "Interrupção Voluntária da Gravidez", que teria legalizado o aborto na Argentina, mas foi derrubado pelo Senado, em 8 de agosto de 2018. Em sua intervenção na sessão de votação do projeto de lei, em 13 de junho de 2018, afirmou que "[o aborto] é um direito humano". Também votou contra a reforma previdenciária do governo Mauricio Macri, em 2017.
Seu mandato na Câmara dos Deputados terminou, em 10 de dezembro de 2019, mas não buscou a reeleição.

### Secretaria na Terra do Fogo
Após a eleição de Gustavo Melella como governador da Terra do Fogo, foi nomeada em seu governo como secretária de Ciência e Tecnologia, assumindo, em 2019, sob a ministra da Educação, Cultura, Ciência e Tecnologia, Analía Cubino.